# Liste der Kulturdenkmale in Chemnitz-Sonnenberg, A–H
In der Liste der Kulturdenkmale in Chemnitz-Sonnenberg, A–H sind die Kulturdenkmale des Chemnitzer Stadtteils Sonnenberg verzeichnet, die bis Mai 2022 vom Landesamt für Denkmalpflege Sachsen erfasst wurden (ohne archäologische Kulturdenkmale) und deren Anschrift mit den entsprechenden Anfangsbuchstaben beginnt. Die Anmerkungen sind zu beachten.
Diese Aufzählung ist eine Teilmenge der Liste der Kulturdenkmale in Chemnitz.

## Liste der Kulturdenkmale in Chemnitz-Sonnenberg
| Bild           | Bezeichnung | Lage | Datierung                                                          | Beschreibung | ID       |
| -------------- | --- | --- | ------------------------------------------------------------------ | --- | -------- |
|                | Denkmalschutzgebiet Chemnitz-Sonnenberg (Vorschlag) | (Chemnitz-Sonnenberg) (Karte) | Ab 1860                                                            | Denkmalschutzgebiet Chemnitz-Sonnenberg (Vorschlag) | 09247521 |
|                | Mietshaus in geschlossener Bebauung konzipiert | Albrechtstraße 2 (Karte) | 1904                                                               | Weitgehend originale Klinkerfassade mit schönen Gliederungsmotiven, baugeschichtlich von Bedeutung | 09203157 |
|                | Mietshaus in geschlossener Bebauung | Albrechtstraße 4 (Karte) | 1906                                                               | Reich gestaltete Klinkerfassade, schöne porphyrne Steinmetzarbeiten, zum Teil in Jugendstilformen, baugeschichtlich von Bedeutung | 09203158 |
|                | Mietshaus in geschlossener Bebauung | Albrechtstraße 6 (Karte) | 1909                                                               | Ausgewogen gegliederter Putzbau von straßenbildprägendem Charakter, im Reformstil der Zeit um 1910, baugeschichtlich von Bedeutung | 09203159 |
|                | Mietshaus in Ecklage mit Vorgarten und Einfriedungsmauer | Albrechtstraße 26 (Karte) | 1911                                                               | Markanter, aufwendig und abwechslungsreich gestalteter Putzbau in prägnanter Ecklage, im Reformstil der Zeit um 1910, original erhalten, mit schöner Innenausstattung, baugeschichtlich von Bedeutung | 09203155 |
| Weitere Bilder | Wissmannhof (Sachgesamtheit) | Albrechtstraße 35 bis 49 (ungerade), Fürstenstraße 132 bis 142 (gerade), Münchner Straße 12 bis 28 (gerade), Yorckstraße 17 bis 33 (ungerade) (Karte) | Bezeichnet mit 1927–1928                                           | Sachgesamtheit Wissmannhof: Wohnhof, Wohnhauszeilen der Anlage (mit Verbindungsmauern und Pergolen) als Einzeldenkmale (Wohnanlage zwischen Albrechtstraße, Fürstenstraße, Münchner Straße und Yorckstraße, siehe 09302637,09302638,09302639 und 09302640) sowie Versorgungsgebäude, Einfriedungen, Vorgärten und Wohngrün im Hof (Sachgesamtheitsteile); Wohnhof nach Vorbild der Wiener Anlagen mit Gemeinschaftseinrichtungen und Grünflächen im Hof, von großer sozialgeschichtlicher, stadtgeschichtlicher und baukünstlerischer Bedeutung | 09203183 |
| Weitere Bilder | Wohnhauszeilen der Anlage (Einzeldenkmale der Sachgesamtheit 09203183) | Albrechtstraße 35 bis 49 (ungerade) (Karte) | Bezeichnet mit 1927–1928                                           | Einzeldenkmale der Sachgesamtheit Wissmannhof; Wohnhof nach Vorbild der Wiener Anlagen mit Gemeinschaftseinrichtungen und Grünflächen im Hof, von großer sozialgeschichtlicher, stadtgeschichtlicher und baukünstlerischer Bedeutung | 09302637 |
|                | Mietshaus in geschlossener Bebauung mit Vorgarten | Albrechtstraße 38 (Karte) | 1909                                                               | Reich gegliederte Klinkerfassade in weitestgehend originalem Zustand, originale Innenausstattung mit Deckenmalerei, baugeschichtlich von Bedeutung | 09203160 |
|                | Mietshaus in geschlossener Bebauung mit Vorgarten | Albrechtstraße 40 (Karte) | 1909                                                               | Reich gegliederte Klinkerfassade in weitestgehend originalem Zustand, originale Treppenhausausstattung mit Deckenmalerei, baugeschichtlich von Bedeutung | 09203161 |
|                | Mietshaus in geschlossener Bebauung mit Vorgarten | Albrechtstraße 42 (Karte) | 1910                                                               | Qualitätvoller Mietsbau mit reich ornamentierter Putzfassade, weitestgehend original, straßenbildprägende Balkons, baugeschichtlich von Bedeutung | 09203162 |
|                | Mietshaus in geschlossener Bebauung mit Vorgarten | Albrechtstraße 44 (Karte) | Bezeichnet mit 1910                                                | Qualitätvolle gründerzeitliche Klinkerfassade, weitestgehend original, straßenbildprägende Balkons, baugeschichtlich von Bedeutung | 09203163 |
|                | Mietshaus in geschlossener Bebauung mit Vorgarten | Albrechtstraße 46 (Karte) | 1910                                                               | Reich gegliederte gründerzeitliche Klinkerfassade, weitestgehend original, baugeschichtlich von Bedeutung | 09203164 |
|                | Mietshaus in geschlossener Bebauung in Ecklage mit Vorgarten | Albrechtstraße 48 (Karte) | 1910                                                               | Markanter Putzbau in städtebaulich wichtiger Situation, baugeschichtlich von Bedeutung | 09203165 |
|                | Mietshaus in halboffener Bebauung (bauliche Einheit mit Zietenstraße 2a/2b) | Augustusburger Straße 91 (Karte) | 1936, im Kern wohl älter                                           | Schlichter Mietshausbau, von städtebaulicher Bedeutung im Zusammenhang mit dem benachbarten Bankgebäude Zietenstraße 2a/2b | 09203130 |
|                | Villa | Augustusburger Straße 95 (Karte) | 1906                                                               | Qualitätvoller späthistoristischer Villenbau mit ländlichen Ziermotiven, Reste einer gestalterisch anspruchsvollen Innenausstattung, baugeschichtlich von Bedeutung | 09203234 |
|                | Mietshaus in halboffener Bebauung konzipiert | Augustusburger Straße 125 (Karte) | Um 1870                                                            | Schlichter gründerzeitlicher Putzbau in weitestgehend originalem Erhaltungszustand, Zeuge einer frühen Bebauung entlang der Ausfallstraße, städtebaulich von Bedeutung | 09203128 |
|                | Mietshaus in halboffener Bebauung konzipiert | Augustusburger Straße 129 (Karte) | 3. Viertel 19. Jahrhundert                                         | Schlichter frühgründerzeitlicher Putzbau, bedeutsam als Zeuge der frühen Bebauung entlang der Ausfallstraße, weitestgehend original, städtebaulich von Bedeutung | 09203122 |
|                | Mietshaus in ehemals geschlossener Bebauung | Augustusburger Straße 161 (Karte) | Um 1870                                                            | Gut erhaltener frühgründerzeitlicher Putzbau, Teil der frühen Bebauung entlang der Ausfallstraße, weitestgehend original, baugeschichtlich von Bedeutung | 09203123 |
|                | Ehemaliges Gasthaus Krone und ehemaliges Filmtheater Weltecho (heute „Die Arche“) | Augustusburger Straße 167 (Karte) | 1887                                                               | Weitgehend original erhaltenes gründerzeitliches Gasthaus mit teilweise noch vorhandenen Innendetails, historisch bedeutsam auch auf Grund der langen Nutzung als Kino, baugeschichtlich von Bedeutung. Rückwärtiger Saal (um 1912), später als Kino genutzt, vor 2009 abgebrochen. | 09203226 |
|                | Mietshaus in geschlossener Bebauung | Augustusburger Straße 169 (Karte) | Um 1905                                                            | Qualitätvoller Mietsbau, außen und innen weitestgehend original, Kachelschmuck im Vestibül, Gestaltung identisch mit Nr. 171, baugeschichtlich von Bedeutung | 09203228 |
|                | Mietshaus in geschlossener Bebauung | Augustusburger Straße 171 (Karte) | Um 1905                                                            | Qualitätvoller Mietsbau, außen und innen weitgehend original, Gestaltung identisch mit Nr. 169, baugeschichtlich von Bedeutung | 09203229 |
|                | Mietshaus in geschlossener Bebauung | Augustusburger Straße 173 (Karte) | Um 1905                                                            | Einfacher Mietsbau, ausgewogene Fassadengliederung, außen und innen weitgehend original, Deckenstuck im Vestibül, baugeschichtlich von Bedeutung | 09203230 |
|                | Mietshaus in geschlossener Bebauung in Ecklage, mit Vorgarten zur Münchner Straße | Augustusburger Straße 175 (Karte) | Um 1905                                                            | Reich gegliederte gründerzeitliche Klinkerfassade in markanter Lage, weitestgehend original, baugeschichtlich und städtebaulich von Bedeutung | 09203119 |
|                | Mietshaus in ehemals halboffener Bebauung in Ecklage, mit Vorgarten zur Münchner Straße | Augustusburger Straße 177 (Karte) | Um 1905                                                            | Qualitätvolle gründerzeitliche Klinkerfassade in städtebaulich markanter Lage, diese architektonisch betonend durch prägnanten Zwiebelturm, baugeschichtlich und städtebaulich von Bedeutung. Traditionelles, städtebaulich dominantes Mietshaus mit qualitätvoller gründerzeitlicher Klinkerfassade. Prägender Zwiebelturm an der Hausecke, diese abgeschrägt und erhöht. Im Inneren originales Treppenhaus. Als Teil einer zeitgleichen Bebauung kommt dem Bau stadtentwicklungsgeschichtliche Bedeutung zu. Als typisches Beispiel der Mietshausarchitektur um 1900 in gutem Originalzustand erlangt es auch baugeschichtliche Bedeutung. | 09203118 |
|                | Mietshaus, in geschlossener Bebauung konzipiert | Augustusburger Straße 187 (Karte) | Um 1905                                                            | Qualitätvoller gründerzeitlicher Mietsbau, weitestgehend original, baugeschichtlich von Bedeutung | 09203222 |
|                | Mietshaus in geschlossener Bebauung mit Vorgarten | Beethovenstraße 7 (Karte) | 1914                                                               | Ausgewogen gegliederter Putzbau mit straßenbildprägendem Mittelrisalit, baugeschichtlich von Bedeutung | 09202944 |
| Weitere Bilder | Mehrfamilienwohnhäuser mit mehreren Eingängen, Teil zweier Wohnhöfe (Einzeldenkmale der Sachgesamtheit 09203154) | Beethovenstraße 40, 42, 44, 46, 48, 50, 52, 52a, 54, 54a, 56, 56a, 58, 58a (Karte)                                                                    | 1928–1932                                                          | Einzeldenkmale der Sachgesamtheit Siedlung Humboldthöhe (siehe auch Sebastian-Bach-Straße, 09203154); mehrgeschossige Blockrandbebauung, entworfen von Stadtbaurat Fred Otto, die gestalterische Qualität der Bebauung beruht auf einer geradezu „spartanischen“ Strenge, die spezifische Verbindung traditioneller und fortschrittlicher Elemente ist für Chemnitz besonders typisch, Putzbauten von baugeschichtlicher und städtebaulicher Bedeutung | 09203131 |
| Weitere Bilder | Doppelmietshaus in geschlossener Bebauung mit Vorgarten | Beethovenstraße 41, 43 (Karte) | 1912                                                               | Baugeschichtlich von Bedeutung, im Reformstil der Zeit um 1910, reich gestalteter Mittelrisalit | 09302933 |
| Weitere Bilder | Wohnanlage aus drei Mietshäusern mit Vorgärten | Beethovenstraße 47, 49, 51 (Karte) | Um 1930                                                            | Schlichte, aber qualitätvolle Mietshauszeile, nahezu unverändert erhalten, wichtig als städtebauliches Pendant der Siedlung Humboldthöhe (Sebastian-Bach-Straße 62–78), baugeschichtlich von Bedeutung | 09203182 |
| Weitere Bilder | Fußgängertunnel unter der Gleisanlage des Hauptbahnhofs mit Eingangsportalen an der Minna-Simon-Straße und der Dresdner Straße sowie Rampe und Treppenanlage einschließlich begleitender Stützmauern und Teilen der Einfriedung an der Dresdner Straße | Dresdner Straße (Karte) | 1889                                                               | Aufwendig gestaltete Eingangsbereiche eines Fußgängertunnels (sog. Bazillenröhre), historisch bedeutsam als Verbindung zwischen dem Arbeiterwohnviertel Sonnenberg und den westlich gelegenen Industriestandorten, baugeschichtlich und ortsgeschichtlich von Bedeutung | 09203038 |
|                | Kontorhaus einer Fabrik, mit Vorgarten (ehemals Strumpffabrik Wex & Söhne) | Dresdner Straße 34 (Karte) | 1858–1860                                                          | Kubischer, den benachbarten Villen angeglichener Verwaltungsbau in weitestgehend originalem Zustand, baugeschichtlich von Bedeutung | 09203005 |
|                | Kontorhaus einer Fabrik, mit Vorgarten (ehemals Firma Beckert) | Dresdner Straße 36 (Karte) | 1846                                                               | Kubischer, den benachbarten Villen angeglichener Verwaltungsbau in weitestgehend originalem Zustand, klassizistische Formmotive, baugeschichtlich von Bedeutung | 09302936 |
| Weitere Bilder | Villa Götze (Nr. 38) mit Vorgarten und rückwärtig anschließendes Druckereigebäude (Nr. 38a/38b) im Hof (ehemals Druck- und Verlagshaus Landgraf & Co.)                                                                                                 | Dresdner Straße 38, 38a, 38b (Karte) | 1865 (Villa); 1910/11 (Druckerei)                                  | Repräsentativer spätklassizistischer Villenbau mit markanter Pilastergliederung, historisch bedeutsames und anspruchsvoll gestaltetes Gebäude der Druckerei Landgraf und Co., Verlag der Zeitung Volksstimme der Chemnitzer Sozialdemokratie, baugeschichtlich und ortsgeschichtlich von Bedeutung | 09203006 |
|                | Villa Kornick mit Vorgarten | Dresdner Straße 40 (Karte) | 1857                                                               | Bemerkenswerter spätklassizistischer Villenbau, wohlproportionierter Kubus, markanter Mittelrisalit mit Rundbogenfenstern, originales Treppenhaus, baugeschichtlich von Bedeutung | 09203243 |
| Weitere Bilder | Villa Duderstaedt mit Einfriedung und Garten | Dresdner Straße 42 (Karte) | 1857                                                               | Repräsentativer Villenbau in spätklassizistischen Formen, reicher architektonischer Schmuck, baugeschichtlich von Bedeutung | 09203008 |
| Weitere Bilder | Verwaltungsgebäude mit Vorgarten | Dresdner Straße 50 (Karte) | Um 1910                                                            | Anspruchsvoll gestalteter Verwaltungsbau, weitgehend unverändert, Fassade im Reformstil der Zeit um 1910, baugeschichtlich von Bedeutung | 09203009 |
|                | Villa Merkel mit Vorgarten und seitlichem Garten | Dresdner Straße 54 (Karte) | 1864                                                               | Strenger spätklassizistischer Villenbau, weitgehend unverändert, baugeschichtlich von Bedeutung | 09203010 |
| Weitere Bilder | Mietshaus in ehemals geschlossener Bebauung in Ecklage | Dresdner Straße 58 (Karte) | Um 1915                                                            | Original erhaltener Putzbau, im Reformstil der Zeit um 1910, städtebauliche Bedeutung, gegliedert von straßenbildprägenden Erkern, originale Treppenhausausstattung, bauliches Ensemble mit Nr. 60–64 (Nr. 60: Abbruch 2005) | 09203004 |
|                | Mietshaus in halboffener Bebauung | Dresdner Straße 64 (Karte) | 1914                                                               | Qualitätvoller Etagenwohnbau, im Reformstil der Zeit um 1910, bemerkenswertes, zur Durchfahrt hin offenes Treppenhaus, Kachelverkleidung, bauliches Ensemble mit Nr. 58–62 (Nr. 60: Abbruch 2005), baugeschichtlich von Bedeutung | 09203011 |
|                | Villa Herschberg (Nr. 66b) und Nebengebäude (Nr. 66a), mit Vorgarten | Dresdner Straße 66a, 66b (Karte) | 1862                                                               | Bemerkenswerter spätklassizistischer Villenbau, frühes Zeugnis einer großbürgerlichen Wohnarchitektur in Chemnitz, baugeschichtlich von Bedeutung | 09203016 |
| Weitere Bilder | Mietshaus in ehemals geschlossener Bebauung, mit Vorgarten | Dresdner Straße 72 (Karte) | 1888                                                               | Reich gestaltete gründerzeitliche Klinkerfassade mit originalem Bauschmuck, zwei straßenbildprägende Runderker, baugeschichtlich von Bedeutung. Aufwendig gestaltete Fassade in Klinkerbauweise. Viergeschossig, Erdgeschoss verputzt, rustiziert, große Toreinfahrt (darin Hauszugang), Obergeschosse mit roten Klinkern verblendet, aufwendige Fensterbekrönungen mit Puttenköpfen, Muscheln, zwei Runderker im ersten Obergeschoss, floral reliefierte Brüstungsfelder ebenfalls im ersten Obergeschoss, flach geneigtes Dach mit zwei seitlich angeordneten Dacherkern mit Volutenrahmen, dazwischen Dachhäuschen. Denkmalgerecht saniert. Durch seinen guten Originalzustand und seine für die Entstehungszeit typische Ausprägung erlangt das Gebäude baugeschichtliche Bedeutung. Die städtebaulich dominante Lage direkt gegenüber dem Bahnhof begründet zusätzlich die städtebauliche Bedeutung des Hauses. | 09203003 |
| Weitere Bilder | Mietshaus in geschlossener Bebauung in Ecklage, mit Vorgarten | Dresdner Straße 74 (Karte) | Um 1885                                                            | Qualitätvoller gründerzeitlicher Etagenwohnbau in markanter städtebaulicher Situation, Schmuckformen im Neorenaissancestil, baugeschichtlich von Bedeutung | 09203014 |
| Weitere Bilder | Villa (Dresdner Straße 76) mit Remisengebäude (Lessingstraße 1) | Dresdner Straße 76 (Lessingstraße 1) (Karte) | 1863                                                               | Außergewöhnliches Wohnhaus, in italienischen Neorenaissanceformen gestaltet, mit markantem Turm, baugeschichtlich von Bedeutung | 09202949 |
|                | Villa Ewald mit Vorgarten | Dresdner Straße 80 (Karte) | 1880/1881                                                          | Baugeschichtlich und ortsgeschichtlich von Bedeutung, gründerzeitliche Fabrikantenvilla mit bemerkenswerten Dekorationselementen, baugeschichtlich von Bedeutung | 09302937 |
|                | Mietshaus in geschlossener Bebauung mit Vorgarten | Forststraße 2 (Karte) | 1896                                                               | Fein gegliederte gründerzeitliche Klinkerfassade mit originalen porphyrnen Gliederungselementen, baugeschichtlich von Bedeutung | 09203055 |
|                | Mietshaus in geschlossener Bebauung | Fürstenstraße 8 (Karte) | 1912                                                               | Original erhaltener Putzbau, im Reformstil der Zeit um 1910, Erker sind für das Straßenbild von Bedeutung, originale Eingangsgestaltung, baugeschichtlich von Bedeutung | 09202825 |
|                | Fabrik (ehemals Textilmaschinenfabrik Hugo Alban Ludwig) | Fürstenstraße 21, 23 (Karte) | Um 1900                                                            | Ausgesprochen qualitätvoller Klinkerbau, gelb verklinkerte Straßenfassade, von grün glasierten Ziegeln gegliedert, stadtteilprägend auf Grund der turmartigen Ecke mit geschweiftem Dachhelm zur Uhlandstraße, baugeschichtlich von Bedeutung | 09202838 |
|                | Mietshaus in geschlossener Bebauung in Ecklage | Fürstenstraße 30 (Karte) | 1891                                                               | Plastisch gestaltete Klinkerfassade, städtebaulich prägnante Situation prägnanter Ecklage, baugeschichtlich von Bedeutung | 09202837 |
|                | Mietshaus in geschlossener Bebauung | Fürstenstraße 38 (Karte) | 1899                                                               | Abwechslungsreich und aufwendig gestaltete Klinkerfassade mit original erhaltenen interessanten Baudetails, baugeschichtlich von Bedeutung | 09202832 |
|                | Mietshaus in geschlossener Bebauung und zwei Gebäude im Hof | Fürstenstraße 43 (Karte) | 1897                                                               | Qualitätvoller, original erhaltener gründerzeitlicher Klinkerbau, im Hof zwei ehemals gewerblich genutzte Ziegelbauten in originalem Zustand, baugeschichtlich von Bedeutung | 09202836 |
| Weitere Bilder | Mietshaus in geschlossener Bebauung in Ecklage | Fürstenstraße 45 (Karte) | 1902                                                               | Original erhaltener, ausgewogen gegliederter Klinkerbau in markanter Lage, baugeschichtlich und städtebaulich von Bedeutung | 09202829 |
| Weitere Bilder | Mietshaus in geschlossener Bebauung in Ecklage | Fürstenstraße 47 (Karte) | 1901                                                               | Ursprünglich sehr repräsentativer Putzbau, viele originale Baudetails noch vorhanden, städtebaulich markante Situation, baugeschichtlich und städtebaulich von Bedeutung | 09202828 |
| Weitere Bilder | Mietshaus in geschlossener Bebauung | Fürstenstraße 49 (Karte) | 1901                                                               | Weitestgehend original erhaltener gründerzeitlicher Putzbau, baugeschichtlich von Bedeutung | 09202827 |
| Weitere Bilder | Mietshaus in geschlossener Bebauung | Fürstenstraße 51 (Karte) | 1901                                                               | Weitestgehend original erhaltener gründerzeitlicher Klinkerbau mit porphyrnen Gliederungselementen, baugeschichtlich von Bedeutung | 09202835 |
| Weitere Bilder | Mietshaus in geschlossener Bebauung | Fürstenstraße 53 (Karte) | 1904                                                               | Schmaler, vierachsiger Klinkerbau mit original erhaltenen Baudetails, baugeschichtlich von Bedeutung | 09202834 |
| Weitere Bilder | Mietshaus in geschlossener Bebauung in Ecklage | Fürstenstraße 53a (Karte) | 1904                                                               | Sehr aufwendig gestalteter Klinkerbau in markanter Lage, Baudetails original erhalten, baugeschichtlich und städtebaulich von Bedeutung | 09202833 |
|                | Mietshaus in geschlossener Bebauung konzipiert, in Ecklage | Fürstenstraße 55 (Karte) | 1902                                                               | Anspruchsvoll gestalteter, gründerzeitlicher Etagenwohnbau in städtebaulich dominierender Situation | 09203084 |
|                | Mietshaus in geschlossener Bebauung | Fürstenstraße 56 (Karte) | 1904                                                               | Qualitätvoller späthistoristischer Mietsbau mit bemerkenswerten dekorativen Details, identisch mit Nr. 58 in seiner Gestaltung, baugeschichtlich von Bedeutung | 09203085 |
|                | Mietshaus in geschlossener Bebauung | Fürstenstraße 58 (Karte) | 1905                                                               | Qualitätvoller späthistoristischer Mietsbau mit bemerkenswerten dekorativen Details, identisch mit Nr. 56 in seiner Gestaltung, baugeschichtlich von Bedeutung | 09203080 |
|                | Mietshaus in geschlossener Bebauung | Fürstenstraße 60 (Karte) | 1906                                                               | Anspruchsvoll gestalteter, späthistoristischer Mietsbau in gutem Zustand, baugeschichtlich von Bedeutung | 09203081 |
|                | Mietshaus in geschlossener Bebauung | Fürstenstraße 61 (Karte) | 1900                                                               | Qualitätvolle Klinkerfassade mit fein gearbeiteten Reliefs als Fensterbekrönungen, baugeschichtlich von Bedeutung | 09203087 |
|                | Mietshaus in geschlossener Bebauung | Fürstenstraße 62 (Karte) | 1906                                                               | Anspruchsvoll gestalteter, späthistoristischer Mietsbau in gutem Zustand, baugeschichtlich von Bedeutung | 09203082 |
|                | Mietshaus in halboffener Bebauung in Ecklage | Fürstenstraße 64 (Karte) | 1907                                                               | Qualitätvoller Mietsbau mit straffer, weitgehend original erhaltener Fassadengliederung, baugeschichtlich und städtebaulich von Bedeutung | 09203083 |
|                | Mietshaus in geschlossener Bebauung | Fürstenstraße 67 (Karte) | 1906                                                               | Original erhaltene späthistoristische Klinkerfassade, sehr reich gestaltet, baugeschichtlich von Bedeutung | 09203086 |
|                | Villa mit Garten | Fürstenstraße 68 (Karte) | 1900                                                               | Einfacher gründerzeitlicher Wohnbau mit Fachwerkmotiven, außen und innen weitestgehend original, baugeschichtlich von Bedeutung | 09203178 |
|                | Mietshaus in geschlossener Bebauung in Ecklage | Fürstenstraße 69 (Karte) | 1907                                                               | Als Bestandteil eines zeitgleich erbauten und annähernd gleich gestalteten Straßenzuges von städtebaulichem Wert | 09301819 |
| Weitere Bilder | Villa Riemann mit Einfriedung und Garten | Fürstenstraße 83 (Karte) | 1896                                                               | Großzügiger, repräsentativer Villenbau, Stilformen der Neorenaissance, weitestgehend original, baugeschichtlich von Bedeutung | 09203179 |
| Weitere Bilder | Schule (ehemals Alexander-von-Humboldt-Gymnasium, heute Johannes-Kepler-Gymnasium) | Fürstenstraße 85 (Humboldtplatz 1) (Karte) | 1914                                                               | Mächtiges Gebäude mit bewegter, asymmetrischer Baukörpergliederung, dominante städtebauliche Situation, anspruchsvoll gestaltete Details, Reste der ursprünglichen Innengestaltung, bau- und ortsgeschichtlich von Bedeutung | 09203176 |
| Weitere Bilder | Turnhalle (Jahnbaude) | Fürstenstraße 87 (Karte) | 1926                                                               | Schönster Turnhallenbau der 1920er Jahre in der Sportstadt Chemnitz, anspruchsvoll gestaltet in gemäßigt moderner Formensprache, wirkungsvolle Gliederung durch Backsteinbänder, innen und außen weitestgehend unverändert, Reste der originalen Turnhallenaustattung, ortshistorisch und baugeschichtlich von Bedeutung | 09203172 |
|                | Wohnbebauung Fürstenstraße (Sachgesamtheit) | Fürstenstraße 96, 96a, 96b, 98, 98a, 100, 100a, 102, 102a, 104, 104a, 106 bis 130 (gerade); Münchner Straße 31, 33, 35 (Karte)                        | 1929–1930                                                          | Sachgesamtheit Wohnbebauung Fürstenstraße: Wohnhauszeile (mit Durchfahrten, Fürstenstraße 96–130 zusammen mit Münchner Straße 31–35) mit Wohngrün im Hofbereich und Vorgärten an der Münchner Straße (alles Sachgesamtheitsteile); bemerkenswerte Kleinwohnungsanlage, Teil der in städtischer Regie durchgeführten Bebauung der Humboldthöhe, entworfen von Stadtbaurat Fred Otto, die für Ottos Planungen typische Strenge ist hier auf Grund der städtebaulichen Situation besonders wirkungsvoll, als unabhängige Einheiten aufgefasste, walmgedeckte Mietshäuser fügen sich auf ansteigendem Terrain zu einer langgestreckten, sanft geschwungenen Zeile von beeindruckender Gesamtwirkung, baugeschichtlich und städtebaulich von Bedeutung | 09203177 |
| Weitere Bilder | Wohnhauszeilen der Anlage (Einzeldenkmale der Sachgesamtheit 09203183) | Fürstenstraße 132, 134, 136, 138, 140, 142 (Karte) | Bezeichnet mit 1927–1928                                           | Einzeldenkmale der Sachgesamtheit Wissmannhof; Wohnhof nach Vorbild der Wiener Anlagen mit Gemeinschaftseinrichtungen und Grünflächen im Hof, von großer sozialgeschichtlicher, stadtgeschichtlicher und baukünstlerischer Bedeutung | 09302638 |
| Weitere Bilder | Villa „Missionarinnen der Nächstenliebe“ mit Vorgarten und Garten | Gießerstraße 2 (Karte) | 1863                                                               | Villenbau mit gestaffelter Massengruppierung, zurückhaltende spätklassizistische Gestaltung, baugeschichtlich von Bedeutung | 09203000 |
|                | Mietshaus in halboffener Bebauung | Gießerstraße 2a (Karte) | 1912                                                               | Qualitätvoller Mietsbau mit strenger, symmetrischer Fassadengliederung, baugeschichtlich von Bedeutung | 09203001 |
|                | Mietshaus in geschlossener Bebauung | Gießerstraße 4 (Karte) | 1912                                                               | Qualitätvoller Mietsbau mit strenger symmetrischer Fassadengliederung, Kachelverkleidung im Vestibül, baugeschichtlich von Bedeutung | 09203002 |
| Weitere Bilder | Gießereihalle, Schornstein und drei Torpfeiler der Toreinfahrt (ehemals Werkzeugmaschinenfabrik Vulkan AG und Maschinenfabrik Kertscher & Benndorf) | Gießerstraße 5 (Karte) | Bezeichnet mit 1865                                                | Zur Zeit ihrer Entstehung als modernste Galeriehalle im Raum Chemnitz geltend, speziell für den Bau großer Maschinen konzipierte Montagehalle mit basilikaler Raumorganisation, Straßenfassade lehnt sich in ihrer Gestaltung dem Kirchenbau an mit Blendgiebel und bekrönendem Dachreiter in Form eines offenen Glockenstuhles, baugeschichtlich und technikgeschichtlich von Bedeutung | 09202993 |
|                | Mietshaus in geschlossener Bebauung | Gießerstraße 6 (Karte) | 1913                                                               | Einfacher, weitestgehend original erhaltener Mietsbau, bemerkenswertes, zur Durchfahrt offenes Treppenhaus, baugeschichtlich von Bedeutung | 09202997 |
|                | Mietshaus in geschlossener Bebauung | Gießerstraße 8 (Karte) | 1913                                                               | Typischer Mietsbau, innen weitestgehend original, baugeschichtlich von Bedeutung | 09202998 |
|                | Mietshaus in geschlossener Bebauung | Gießerstraße 10 (Karte) | 1913                                                               | Einfacher spätgründerzeitlicher Mietsbau mit sparsamem vegetabilem Ornament, baugeschichtlich von Bedeutung | 09202999 |
|                | Mietshaus in halboffener Bebauung | Gießerstraße 11 (Karte) | 1911                                                               | Schlichter, wohlproportionierter Putzbau im Reformstil der Zeit um 1910, weitestgehend original erhalten, baugeschichtlich von Bedeutung | 09202994 |
|                | Mietshaus in geschlossener Bebauung | Gießerstraße 15 (Karte) | 1910                                                               | Schlichter Wohnbau mit gut erhaltener Ausstattung, baugeschichtlich von Bedeutung | 09203125 |
|                | Mietshaus in geschlossener Bebauung | Gießerstraße 16 (Karte) | 1911                                                               | Anspruchsvoll gestalteter Etagenwohnbau, markanter Dacherker mit vorkragender Bedachung, Kachelverkleidung im Vestibül, baugeschichtlich von Bedeutung | 09202996 |
|                | Mietshaus in geschlossener Bebauung | Gießerstraße 21 (Karte) | Bezeichnet mit 1897                                                | Qualitätvoller gründerzeitlicher Mietsbau mit ausgewogener Fassadengliederung (identisch mit Nr. 23), weitestgehend original, baugeschichtlich von Bedeutung | 09202779 |
|                | Mietshaus in geschlossener Bebauung | Gießerstraße 22 (Karte) | 1900                                                               | Schlichter, aber original erhaltener Klinkerbau mit porphyrnen Gliederungselementen, baugeschichtlich von Bedeutung | 09202777 |
| Weitere Bilder | Mietshaus in geschlossener Bebauung | Gießerstraße 23 (Karte) | 1897                                                               | Qualitätvoller gründerzeitlicher Mietsbau mit ausgewogener Fassadengliederung (identisch mit Nr. 21), weitestgehend original, baugeschichtlich von Bedeutung | 09202780 |
|                | Mietshaus in geschlossener Bebauung in Ecklage | Gießerstraße 33 (Karte) | 1903                                                               | Qualitätvoller Mietsbau in städtebaulich relevanter Situation, weitestgehend original | 09202778 |
| Weitere Bilder | Mietshaus in geschlossener Bebauung in Ecklage | Gießerstraße 34 (Karte) | 1902                                                               | Schlichte Klinkerfassade, Bau liegt in städtebaulich wichtiger Lage gegenüber der Kirche St. Josef | 09202776 |
|                | Pfarrhaus in offener Bebauung (Einzeldenkmal der Sachgesamtheit 09306665) | Gießerstraße 36 (Karte) | 1908                                                               | Einzeldenkmal der Sachgesamtheit Katholische Pfarrkirche und Pfarrei St. Joseph sowie ehemalige Katholische Schule; schlichter Pfarrhausbau mit Anklängen an den Reformstil der Zeit, Funktionszusammenhang mit Pfarrkirche und benachbarter Schule noch gut nachvollziehbar, baugeschichtlich und ortsentwicklungsgeschichtlich von Bedeutung | 09202775 |
|                | Mietshaus in geschlossener Bebauung | Gießerstraße 37 (Karte) | 1903                                                               | Original erhaltener Klinkerbau mit bemerkenswerten Baudetails, baugeschichtlich von Bedeutung | 09202770 |
| Weitere Bilder | Mietshaus in geschlossener Bebauung in Ecklage | Gießerstraße 38 (Karte) | 1906                                                               | Interessant gestalteter Putzbau in städtebaulich wichtiger Position | 09202774 |
|                | Mietshaus in geschlossener Bebauung in Ecklage | Gießerstraße 39 (Karte) | 1903                                                               | Schlichter Mietsbau in markanter Position, baugeschichtlich von Bedeutung | 09202771 |
|                | Mietshaus in geschlossener Bebauung | Gießerstraße 49 (Karte) | 1912                                                               | Original erhaltener Putzbau mit Jugendstilornamentik, baugeschichtlich von Bedeutung | 09202773 |
|                | Mietshaus in geschlossener Bebauung | Gießerstraße 51 (Karte) | 1912                                                               | Aufwendig gestalteter Mietshausbau, wechselnd als Putz- und Klinkerfassade gestaltet, original erhalten, baugeschichtlich von Bedeutung | 09202772 |
|                | Fabrik- und Verwaltungsgebäude in geschlossener Bebauung mit Vorgarten (ehemals Büro- und Lagerhaus der Firma M. J. Emden Söhne) | Glockenstraße 1 (Karte) | 1926                                                               | Markanter, dreiseitiger Klinkerbau, ein Hauptwerk der 1920er Jahre in Chemnitz, Architekten: Gebr. Gerson aus Hamburg, eigenwillige Verbindung von Flach- und Walmdach, wirkungsvoll die städtebauliche Situation aufgreifend, baugeschichtlich von Bedeutung | 09202325 |
| Weitere Bilder | Mietshaus in geschlossener Bebauung konzipiert | Glockenstraße 2 (Karte) | 1911                                                               | Abwechslungsreich gestaltete Putzfassade, Gebäude wertvoll auf Grund der original erhaltenen, aufwendigen Treppenhausgestaltung, baugeschichtlich von Bedeutung | 09202362 |
|                | Mietshaus in geschlossener Bebauung | Glockenstraße 3 (Karte) | 1911                                                               | Original erhaltener spätgründerzeitlicher Putzbau mit wertvoller Innenausstattung, baugeschichtlich von Bedeutung | 09202642 |
|                | Mietshaus in geschlossener Bebauung | Glockenstraße 4 (Karte) | 1910                                                               | Weitgehend original erhaltener Putzbau mit markanten Runderkern und Giebeln, original erhaltene Treppenhausausstattung, baugeschichtlich von Bedeutung | 09202365 |
| Weitere Bilder | Zwei kirchliche Sozial- und Verwaltungsbauten, in geschlossener Bebauung konzipiert (Haus der Diakonie, Stadtmission, Wichern-Haus, Marthaheim) | Glockenstraße 5, 7 (Karte) | Bezeichnet mit 1902 (Glockenstraße 7); 1905 (Anbau zum Doppelhaus) | Original erhaltene, repräsentative Gebäude, die auf Grund ihrer funktionalen Zusammengehörigkeit gestalterisch aufeinander bezogen sind, baugeschichtlich und ortsgeschichtlich von Bedeutung | 09202641 |
|                | Mietshaus in geschlossener Bebauung | Glockenstraße 6 (Karte) | 1910                                                               | Aufwendig gestalteter Putzbau mit straßenbildprägenden Runderkern und Giebeln, baugeschichtlich von Bedeutung | 09202465 |
|                | Mietshaus in geschlossener Bebauung | Glockenstraße 8 (Karte) | 1910                                                               | Original erhaltener Putzbau mit markanten Runderkern, von Bedeutung für das Straßenbild, baugeschichtlich und straßenbildprägend von Bedeutung | 09202483 |
|                | Mietshaus in geschlossener Bebauung | Glockenstraße 10 (Karte) | Bezeichnet mit 1910                                                | Reich gestaltete Putzfassade mit straßenbildprägenden Erkern, baugeschichtlich von Bedeutung | 09202485 |
|                | Mietshaus in geschlossener Bebauung konzipiert | Glockenstraße 13 (Karte) | 1904                                                               | Qualitätvoller, weitgehend unverändert erhaltener gründerzeitlicher Klinkerbau mit ausgewogener Fassadengestaltung, baugeschichtlich von Bedeutung | 09202589 |
|                | Mietshaus in geschlossener Bebauung | Glockenstraße 15 (Karte) | 1903                                                               | Qualitätvolle, original erhaltene, gründerzeitliche Klinkerfassade, baugeschichtlich von Bedeutung | 09202525 |
|                | Mietshaus in geschlossener Bebauung | Glockenstraße 17 (Karte) | 1903                                                               | Schlichte, weitgehend original erhaltene, gründerzeitliche Klinkerfassade, baugeschichtlich von Bedeutung | 09202524 |
|                | Mietshaus in geschlossener Bebauung | Hainstraße 34 (Karte) | Bezeichnet mit 1889                                                | Repräsentativer Klinkerbau mit straßenbildprägendem Erker, baugeschichtlich von Bedeutung | 09202730 |
|                | Mietshaus in geschlossener Bebauung | Hainstraße 36 (Karte) | 1886                                                               | Gründerzeitlicher Klinkerbau mit bemerkenswerten Baudetails, baugeschichtlich von Bedeutung. Rückwärtig anschließende Gewerbeeinheit (später Kino Europa) in teilweise neogotischen Formen vor 2009 abgebrochen. | 09202729 |
|                | Mietshaus in geschlossener Bebauung in Ecklage, mit Laden | Hainstraße 38 (Karte) | 1898                                                               | Städtebaulich wichtiger Eckbau, gründerzeitliche Klinkerfassade mit schönen, originalen Baudetails, baugeschichtlich von Bedeutung | 09202728 |
| Weitere Bilder | Mietshaus (Hainstraße 45) in geschlossener Bebauung konzipiert und rückwärtig befindlicher Gewerbebau (Hainstraße 41) | Hainstraße 41 (Karte) | Ende 19. Jahrhundert                                               | Reich gestalteter Klinkerbau mit schönen porphyrnen Fassadenelementen, im Hof original erhaltenes Gewerbegebäude in rotem Klinker, ursprüngliche Einheit von Wohngebäude und Gewerbe noch gut erkennbar, baugeschichtlich von Bedeutung | 09202680 |
|                | Mietshaus in Ecklage | Hainstraße 44 (Karte) | 1888                                                               | Weitgehend original erhaltener Putzbau mit gliedernden Poprhyrelementen in städtebaulich wichtiger Lage, baugeschichtlich von Bedeutung | 09202732 |
| Weitere Bilder | Mietshaus (Hainstraße 45) in geschlossener Bebauung konzipiert und rückwärtig befindlicher Gewerbebau (Hainstraße 41) | Hainstraße 45 (Karte) | Ende 19. Jahrhundert                                               | Reich gestalteter Klinkerbau mit schönen porphyrnen Fassadenelementen, im Hof original erhaltenes Gewerbegebäude in rotem Klinker, ursprüngliche Einheit von Wohngebäude und Gewerbe noch gut erkennbar, baugeschichtlich von Bedeutung | 09202680 |
|                | Mietshaus in Ecklage | Hainstraße 49 (Karte) | 1910                                                               | Markanter Putzbau in städtebaulich bedeutsamer Situation, weitgehend original, im Reformstil der Zeit um 1910, baugeschichtlich von Bedeutung | 09202644 |
|                | Mietshaus in geschlossener Bebauung in Ecklage | Hainstraße 55 (Karte) | 1905                                                               | Monumentaler, abwechslungsreich gestalteter Klinkerbau mit neoromanischem Formengut, städtebaulich wichtige Lage, original erhalten | 09202681 |
|                | Mietshaus in geschlossener Bebauung | Hainstraße 57 (Karte) | 1890                                                               | Typischer Mietsbau mit ausgewogener Fassadengliederung, baugeschichtlich von Bedeutung | 09202731 |
|                | Mietshaus in geschlossener Bebauung | Hainstraße 58 (Karte) | 1890                                                               | Reich gestaltete, repräsentative Klinkerfassade mit straßenbildprägendem Säulenvorbau, baugeschichtlich von Bedeutung | 09202733 |
|                | Mietshaus in geschlossener Bebauung in Ecklage | Hainstraße 59 (Karte) | 1890                                                               | Aufwendiger Klinkerbau in prägnanter städtebaulicher Situation, baugeschichtlich von Bedeutung | 09202683 |
|                | Mietshaus in geschlossener Bebauung | Hainstraße 64 (Karte) | 1886                                                               | Typisches gründerzeitliches Mietshaus mit Klinkerfassade, baugeschichtlich von Bedeutung | 09302941 |
|                | Mietshaus in geschlossener Bebauung | Hainstraße 66 (Karte) | 1888                                                               | Typisches gründerzeitliches Mietshaus mit Klinkerfassade, baugeschichtlich von Bedeutung | 09302942 |
|                | Mietshaus in geschlossener Bebauung | Hainstraße 79 (Karte) | 1885                                                               | Weitgehend original erhaltener Putzbau aus der frühen Bebauungszeit des Sonnenbergs, baugeschichtlich von Bedeutung | 09202735 |
|                | Mietshaus in geschlossener Bebauung | Hainstraße 81 (Karte) | 1887                                                               | Qualitätvoller, original erhaltener, gründerzeitlicher Klinkerbau, baugeschichtlich von Bedeutung | 09202737 |
|                | Mietshaus in geschlossener Bebauung | Hainstraße 83 (Karte) | 1888                                                               | Qualitätvoller, original erhaltener, gründerzeitlicher Klinkerbau, baugeschichtlich von Bedeutung | 09302943 |
|                | Villa | Hainstraße 84 (Karte) | Bezeichnet mit 1871                                                | Zurückhaltender Wohnbau mit wenigen repräsentativen Gestaltungsdetails, weitestgehend original, baugeschichtlich von Bedeutung | 09202744 |
|                | Mietshaus in geschlossener Bebauung in Ecklage | Hainstraße 87 (Karte) | Bezeichnet mit 1905                                                | Ausgewogen gestaltete Klinkerfassade, Bau liegt in städtebaulich wichtiger Situation, baugeschichtlich von Bedeutung | 09202740 |
| Weitere Bilder | Mietshaus in geschlossener Bebauung | Hainstraße 91 (Karte) | 1890                                                               | Schlichter Putzbau aus der frühen Bebauungszeit des Sonnenbergs, einstiger Zusammenhang zwischen Wohn- und Gewerbebau noch gut nachvollziehbar, baugeschichtlich von Bedeutung | 09202738 |
|                | Mietshaus in geschlossener Bebauung | Hainstraße 91a (Karte) | 1886                                                               | Reich ornamentierte Klinkerfassade mit originalen Baudetails, baugeschichtlich von Bedeutung | 09202739 |
|                | Mietshaus in geschlossener Bebauung in Ecklage | Hainstraße 92 (Karte) | Um 1875                                                            | Imposanter Mietsbau aus der Frühzeit der Bebauung des Sonnenbergs, kraftvolle Eckgliederung, weitestgehend unverändert, städtebaulich von Bedeutung | 09202745 |
| Weitere Bilder | Mietshaus in ehemals geschlossener Bebauung | Hainstraße 93 (Karte) | 1902                                                               | Zeittypischer gründerzeitlicher Klinkerbau, von städtebaulicher und baugeschichtlicher Bedeutung. Bestandteil eines zeitgleich entstandenen Straßenzuges. Viergeschossiger gelber Klinkerbau, Erdgeschoss teilweise verputzt mit Putznutung und wulstförmiger Begrenzung über den Fenstern und Türen (Überschlaggesims), mit Laden, originale zweiflügelige Haustür mit Glaseinsätzen. Zum Zeitpunkt der Denkmalerfassung noch originale Fenster. Traufgesims nicht erhalten. Ansonsten guter Originalzustand. Aufgrund dessen baugeschichtlich von Bedeutung. | 09231846 |
|                | Mietshaus in geschlossener Bebauung mit Hofgebäude | Hainstraße 98 (Karte) | Bezeichnet mit 1872                                                | Besonders anspruchsvoll gestalteter Mietsbau aus der Frühzeit der Bebauung auf dem Sonnenberg, weitestgehend original, bemerkenswertes Treppenhaus, baugeschichtlich von Bedeutung | 09202746 |
|                | Mietshaus in ehemals geschlossener Bebauung | Hainstraße 99 (Karte) | 1887                                                               | Einfacher Mietsbau aus der Frühzeit der Wohnbebauung auf dem Sonnenberg, sparsamer Fassadenschmuck, baugeschichtlich von Bedeutung | 09202743 |
|                | Fabrik- und Verwaltungsgebäude in geschlossener Bebauung | Hainstraße 107, 109 (Karte) | Ende 19. Jahrhundert                                               | Qualitätvolle Klinkerarchitektur in weitestgehend originalem Zustand, ehemalige Strumpffabrik, baugeschichtlich und ortsgeschichtlich von Bedeutung | 09202734 |
|                | Mietshaus in geschlossener Bebauung konzipiert | Hainstraße 130 (Karte) | Bezeichnet mit 1904                                                | Repräsentativer Klinkerbau mit straßenbildprägendem Erker, baugeschichtlich von Bedeutung | 09202979 |
|                | Mietshaus ehemals in geschlossener Bebauung mit Vorgarten | Hainstraße 132 (Karte) | Um 1905                                                            | Repräsentativ gestaltete Klinkerfassade, straßenbildprägender Erker, baugeschichtlich von Bedeutung | 09202978 |
|                | Mietshaus in geschlossener Bebauung in Ecklage, mit Vorgarten | Hainstraße 140 (Karte) | Um 1900                                                            | Qualitätvolle Klinkerfassade in originalem Erhaltungszustand, baugeschichtlich von Bedeutung | 09202977 |
|                | Mietshaus in geschlossener Bebauung konzipiert | Heinrich-Schütz-Straße 5 (Karte) | 1910                                                               | Ausgewogen gegliederter Putzbau, für die Zeit um 1910 typischer Mietshausbau, baugeschichtlich von Bedeutung | 09203057 |
|                | Mietshaus in geschlossener Bebauung mit Vorgarten | Heinrich-Schütz-Straße 14 (Karte) | 1910                                                               | Charakteristischer, original erhaltener Putz-/Klinkerbau der Zeit um 1910, schönes ursprüngliches Vestibül, baugeschichtlich von Bedeutung. Viergeschossig mit hölzernem Vorbau vor dem Eingang und wenig Banddekoration, beiderseits Dacherker. Im Treppenhaus schöne Wandkacheln, zum Erfassungszeitpunkt originale Türen. Teil einer zeitgleichen Zeilenbebauung und typisches Baubeispiel der Jahrhundertwende, woraus sich der stadtentwicklungsgeschichtliche und baugeschichtliche Wert des Hauses ableitet. | 09203059 |
|                | Mietshaus in geschlossener Bebauung mit Vorgarten | Heinrich-Schütz-Straße 16 (Karte) | Bezeichnet mit 1911                                                | Ausgewogen gegliederter Putzbau, typisch für die Zeit um 1910, weitgehend unverändert erhalten, baugeschichtlich von Bedeutung. Viergeschossiger zeittypischer Putzbau, Teil einer zeitgleichen Quartierbebauung. Die Straßenfassade wird belebt durch einen Erker sowie Putzornamentik (Medaillons, Wellenmuster). Das 1911 erbaute und weitgehend original überlieferte Mietshaus dokumentiert in exemplarischer Weise Architekturauffassungen seiner Entstehungszeit. Zugleich verdeutlicht es, in welcher Weise um 1910 Mehrfamilienwohnhäuser gebaut wurden. Hieraus leitet sich der bau- und sozialgeschichtliche Wert des Hauses ab. Zugleich erlangt das Gebäude stadtentwicklungsgeschichtliche Bedeutung als Teil eines zeitgleich entstandenen Wohnquartiers, welches u. a. die Stadtentwicklung dieser Zeit dokumentiert.                                                                                | 09203060 |
| Weitere Bilder | Wohnanlage mit Vorgarten, sogenannter Leninblock | Heinrich-Schütz-Straße 32, 34, 36, 38, 40 (Karte) | 1949–1950                                                          | Von herausragender Bedeutung als erste nach Ende des Zweiten Weltkrieges neu errichtete Wohnanlage in Chemnitz, erste praktische Anwendung des sogenannten „Chemnitzer Gewölbehauses“, gesamter Komplex weitgehend unverändert erhalten, Bezeichnung „Leninblock“ nach dem damaligen Straßennamen Leninstraße, baugeschichtlich und stadtgeschichtlich von Bedeutung | 09203201 |
|                | Mietshaus in geschlossener Bebauung konzipiert, mit Vorgarten | Heinrich-Schütz-Straße 60 (Karte) | 1909                                                               | Gründerzeitlicher Etagenwohnbau von herausragender Qualität, anspruchsvolle Stuckdekoration mit Jugendstil-Anklängen, außen und innen weitestgehend unverändert, Kachelschmuck und Deckenstuck im Eingangsbereich, baugeschichtlich von Bedeutung | 09203193 |
| Weitere Bilder | Mietshaus in geschlossener Bebauung mit Vorgarten | Heinrich-Schütz-Straße 78 (Karte) | 1903                                                               | Qualitätvoller Mietsbau mit bemerkenswerten Jugendstildetails, baugeschichtlich von Bedeutung | 09203200 |
| Weitere Bilder | Mietshaus in geschlossener Bebauung konzipiert, mit Vorgarten | Heinrich-Schütz-Straße 80 (Karte) | 1905                                                               | Qualitätvoller Mietsbau mit straffer Fassadengliederung, weitestgehend original, baugeschichtlich von Bedeutung | 09203190 |
| Weitere Bilder | Mietshaus in Ecklage, mit Vorgarten | Heinrich-Schütz-Straße 84 (Karte) | 1904                                                               | Einfacher gründerzeitlicher Mietsbau, markante Überhöhung der Ecksituation, baugeschichtlich von Bedeutung | 09203189 |
|                | Mietshaus in geschlossener Bebauung mit Vorgarten | Heinrich-Schütz-Straße 106 (Karte) | 1904                                                               | Typischer Mietsbau mit ausgewogener Fassadengestaltung, bemerkenswerte gestalterische Details, Portal in Neorenaissanceformen, baugeschichtlich von Bedeutung | 09203199 |
|                | Mietshaus in geschlossener Bebauung mit Vorgarten | Heinrich-Schütz-Straße 108 (Karte) | 1902                                                               | Typischer Mietsbau, ausgewogene Fassadengliederung mit deutlicher Mittenbetonung, qualitätvolle Baudetails, baugeschichtlich von Bedeutung | 09203198 |
|                | Mietshaus in geschlossener Bebauung mit Vorgarten | Heinrich-Schütz-Straße 112 (Karte) | 1900                                                               | Typischer Mietsbau mit ausgewogener, symmetrischer Fassadengliederung, neogotische Einzelformen, baugeschichtlich von Bedeutung | 09203196 |
| Weitere Bilder | Mietshaus in Ecklage mit Resten des Vorgartens | Heinrich-Schütz-Straße 114 (Karte) | 1912                                                               | Schlichter Mietsbau im Reformstil der Zeit um 1910, bewegte Massengruppierung, hervorgehobene städtebauliche Situation, Pendant zur Nr. 116, baugeschichtlich von Bedeutung | 09203195 |
| Weitere Bilder | Mehrfamilienwohnhäuser mit mehreren Eingängen, Teil zweier Wohnhöfe (Einzeldenkmale der Sachgesamtheit 09203154) | Hofer Straße 20, 22, 28, 30, 32, 34, 42 (Karte) | 1928–1932                                                          | Einzeldenkmale der Sachgesamtheit Siedlung Humboldthöhe; mehrgeschossige Blockrandbebauung, entworfen von Stadtbaurat Fred Otto, die gestalterische Qualität der Bebauung beruht auf einer geradezu „spartanischen“ Strenge, die spezifische Verbindung traditioneller und fortschrittlicher Elemente ist für Chemnitz besonders typisch, Putzbauten von baugeschichtlicher und städtebaulicher Bedeutung [Störelement: Hofer Straße 36] | 09203124 |
| Weitere Bilder | Fabrikgebäude in Ecklage mit Einfriedungsmauer entlang der Fürstenstraße (ehemals Firma Hermann Riemann und VEB Fahrzeugelektrik) | Hofer Straße 23a, 23b, 23c, 23d, 23e, 23f, 23g, 23h, 23i, 23j, 23k, 23l (Karte)                                                                       | Ab 1894                                                            | Imposantes Fabrikgebäude mit weithin sichtbarem Turm, anspruchsvolle Fassadengestaltung mit gelben Ziegelverblendern, beherrschende Position im Stadtteil, industriegeschichtlich und baugeschichtlich von Bedeutung | 09203175 |
| Weitere Bilder | Doppelmietshaus in geschlossener Bebauung mit Vorgarten, integriert in einem später errichteten Wohnhof (Einzeldenkmale der Sachgesamtheit 09203154)                                                                                                   | Hofer Straße 24, 26 (Karte) | 1909                                                               | Einzeldenkmale in der Sachgesamtheit Siedlung Humboldthöhe; anspruchsvoll gestaltete Etagenwohnhäuser mit reichem geometrischem Schmuck, Kachelschmuck im Vestibül, weitestgehend original, später in Wohnanlage Humboldthöhe integriert, baugeschichtliche und städtebauliche Bedeutung | 09203207 |
| Weitere Bilder | Villa Otto Riemann mit Einfriedung und Garten | Hofer Straße 25 (Karte) | 1908 laut Bauakte                                                  | Mächtiger Villenbau im Stil der Reformarchitektur um 1910, einer der eindrucksvollsten Bauten dieser Art in Chemnitz, weitestgehend original, errichtet für den Fabrikanten Otto Riemann (Mitinhaber der Firma Hermann Riemann), vgl. Paul-Gerhardt-Straße 7 (Remisengebäude), baugeschichtlich von Bedeutung | 09203214 |
| Weitere Bilder | Mietshaus in halboffener Bebauung mit Vorgarten | Hofer Straße 33 (Karte) | 1906                                                               | Qualitätvoller Mietsbau mit bemerkenswerten gestalterischen Details, bildet ein Ensemble mit Nr. 35 und 37, baugeschichtlich von Bedeutung | 09203210 |
| Weitere Bilder | Mietshaus in geschlossener Bebauung mit Vorgarten | Hofer Straße 35 (Karte) | 1907                                                               | Schlichter, aber qualitätvoller Mietsbau, weitestgehend original, bildet ein Ensemble mit Nr. 33 und 37, baugeschichtlich von Bedeutung | 09203205 |
| Weitere Bilder | Mietshaus in halboffener Bebauung mit Vorgarten | Hofer Straße 37 (Karte) | 1906                                                               | Schlichter, aber qualitätvoller Mietsbau mit ländlichen Schmuckelementen (Fachwerk), bildet ein Ensemble mit Nr. 33 und 35, baugeschichtlich von Bedeutung | 09203206 |
| Weitere Bilder | Mietshaus in halboffener Bebauung mit Vorgarten | Hofer Straße 43 (Karte) | Bezeichnet mit 1904                                                | Anspruchsvoll gestalteter Etagenwohnbau mit reichem Fassadenschmuck in Porphyr, Anklänge an den Jugendstil, Stuckdekoration und Deckenmalereien im Vestibül, baugeschichtlich von Bedeutung | 09203208 |
| Weitere Bilder | Mietshaus in halboffener Bebauung mit Vorgarten | Hofer Straße 45 (Karte) | Bezeichnet mit 1904                                                | Anspruchsvoll gestalteter Etagenwohnbau mit üppigem Fassadenschmuck in Sandstein, baugeschichtlich von Bedeutung | 09203209 |
| Weitere Bilder | Mietshaus in geschlossener Bebauung in Ecklage mit Vorgarten | Hofer Straße 52 (Karte) | 1910                                                               | Anspruchsvoll gestalteter Etagenwohnbau mit reichem geometrischem Fassadenschmuck, weitestgehend unverändert, baugeschichtlich und städtebaulich von Bedeutung | 09203212 |
| Weitere Bilder | Mietshaus in geschlossener Bebauung mit Vorgarten | Hofer Straße 54 (Karte) | 1908                                                               | Anspruchsvoll gestalteter Mietsbau mit neobarocken Formanklängen, baugeschichtlich von Bedeutung | 09302944 |
| Weitere Bilder | Mietshaus in geschlossener Bebauung mit Vorgarten und Hinterhaus | Hofer Straße 56 (Karte) | 1903                                                               | Anspruchsvoll gestalteter Mietsbau mit neobarocken Formanklängen, zeitgenössisches Rückgebäude mit Zierfachwerk, baugeschichtlich von Bedeutung | 09203213 |
| Weitere Bilder | Schule (ehemals Alexander-von-Humboldt-Gymnasium, heute Johannes-Kepler-Gymnasium) | Humboldtplatz 1 (Fürstenstraße 85) (Karte) | 1914                                                               | Mächtiges Gebäude mit bewegter, asymmetrischer Baukörpergliederung, dominante städtebauliche Situation, anspruchsvoll gestaltete Details, Reste der ursprünglichen Innengestaltung, bau- und ortsgeschichtlich von Bedeutung | 09203176 |
| Weitere Bilder | Mietshaus in halboffener Bebauung | Humboldtplatz 2 (Karte) | 1914                                                               | Zurückhaltender, jedoch anspruchsvoll gegliederter Mietsbau mit bemerkenswerten gestalterischen Details, Fassadenreliefs, außen und innen original, baugeschichtlich und städtebaulich von Bedeutung | 09203181 |
|                | Mietshaus in geschlossener Bebauung | Humboldtstraße 3 (Karte) | Bezeichnet mit 1901                                                | Typischer spätgründerzeitlicher Mietsbau, baugeschichtlich von Bedeutung | 09202902 |
|                | Mietshaus in geschlossener Bebauung | Humboldtstraße 4 (Karte) | 1905                                                               | Typischer spätgründerzeitlicher Mietsbau mit jugendstilartigem Dekor, baugeschichtlich von Bedeutung | 09302945 |
|                | Mietshaus in geschlossener Bebauung | Humboldtstraße 7 (Karte) | 1913                                                               | Wohnbau in geschlossenem Straßenzug, im Reformstil der Zeit um 1910, mit originaler Ausstattung, baugeschichtlich von Bedeutung | 09203129 |
|                | Mietshaus in geschlossener Bebauung mit Vorgarten | Humboldtstraße 9 (Karte) | 1913                                                               | Einfacher, klar strukturierter Putzbau in originalem Zustand, städtebaulich von Bedeutung | 09202907 |
|                | Mietshaus in geschlossener Bebauung mit Vorgarten | Humboldtstraße 11 (Karte) | 1913                                                               | Klar strukturierte Putzfassade mit straßenbildprägendem Dacherkergiebel, städtebaulich von Bedeutung | 09202906 |
|                | Mietshaus in geschlossener Bebauung mit Vorgarten und Einfriedung | Humboldtstraße 13 (Karte) | 1914                                                               | Qualitätvoller, klar gegliederter Putzbau, Kachelschmuck und Stuckdekoration im Vestibül, außen und innen weitestgehend original, baugeschichtlich von Bedeutung | 09202905 |
|                | Mietshaus in geschlossener Bebauung mit Vorgarten | Humboldtstraße 15 (Karte) | 1913                                                               | Fein gegliederter Klinkerbau in originalem Zustand, baugeschichtlich von Bedeutung | 09202904 |
|                | Mietshaus in geschlossener Bebauung mit Vorgarten | Humboldtstraße 17 (Karte) | 1913                                                               | Fein gegliederte Klinkerfassade, original erhalten, baugeschichtlich von Bedeutung | 09202903 |
|                | Mietshaus in geschlossener Bebauung mit Vorgarten | Humboldtstraße 19 (Karte) | 1913                                                               | Schlichter Putzbau, Betonung des Fassadenmittelteils durch aufwendige Portalgestaltung und ausgefallenes Putzornament | 09202908 |
| Weitere Bilder | Mehrfamilienwohnhäuser mit mehreren Eingängen, Teil zweier Wohnhöfe (Einzeldenkmale der Sachgesamtheit 09203154) | Humboldtstraße 47, 49, 51, 53, 55, 57, 59 (Karte) | 1928–1932                                                          | Einzeldenkmale der Sachgesamtheit Siedlung Humboldthöhe; mehrgeschossige Blockrandbebauung, entworfen von Stadtbaurat Fred Otto, die gestalterische Qualität der Bebauung beruht auf einer geradezu „spartanischen“ Strenge, die spezifische Verbindung traditioneller und fortschrittlicher Elemente ist für Chemnitz besonders typisch, Putzbauten von baugeschichtlicher und städtebaulicher Bedeutung | 09203223 |

## Ehemalige Denkmäler
| Bild                                    | Bezeichnung | Lage                                     | Datierung | Beschreibung | ID       |
| --------------------------------------- | --- | ---------------------------------------- | --------- | --- | -------- |
| Direkt Bild zu diesem Denkmal hochladen | Mietshaus | Augustusburger Straße 127 (Karte)        |           | Abgerissen zwischen 2001 und 2006, Streichung von der Denkmalliste vor 2010 |          |
| Direkt Bild zu diesem Denkmal hochladen | Mietshaus | Augustusburger Straße 135 (Karte)        |           | Abgerissen vor 2001, Streichung von der Denkmalliste vor 2010 |          |
| Direkt Bild zu diesem Denkmal hochladen | Mietshaus | Augustusburger Straße 141 (Karte)        |           | Abgerissen zwischen 2001 und 2006, Streichung von der Denkmalliste vor 2010 |          |
| Direkt Bild zu diesem Denkmal hochladen | Mietshaus | Augustusburger Straße 159 (Karte)        |           | Abgerissen zwischen 2001 und 2006, Streichung von der Denkmalliste vor 2010 |          |
| Direkt Bild zu diesem Denkmal hochladen | Wohnanlage | Beethovenstraße 60–82 (Karte)            | Um 1930   | Siedlung Humboldthöhe; Wohnanlage mit Gartenanlage und Vorgarten. Abgerissen zwischen 2001 und 2006, Streichung von der Denkmalliste vor 2010. |          |
| Direkt Bild zu diesem Denkmal hochladen | Mietshaus mit Vorgarten | Dresdner Straße 60 (Karte)               | 1914      | Abgerissen 2005 (siehe Beschreibung Dresdner Straße 58), Streichung von der Denkmalliste vor 2010 |          |
| Weitere Bilder                          | Mietshaus mit Vorgarten | Dresdner Straße 62 (Karte)               | 1914      | Abgerissen im Dezember 2015, Streichung von der Denkmalliste vor 2010 |          |
| Direkt Bild zu diesem Denkmal hochladen | Mietshaus mit Hinterhaus und Vorgarten                                                                                         | Dresdner Straße 70 (Karte)               |           | Abgerissen zwischen 2006 und 2009, Streichung von der Denkmalliste vor 2010 |          |
|                                         | Mietshaus | Fürstenstraße 12 (Karte)                 | 1893      | Erhalten, Streichung von der Denkmalliste 2010 |          |
| Direkt Bild zu diesem Denkmal hochladen | Mietshaus und Hinterhaus | Hainstraße 97 (Karte)                    | Um 1875   | Abgerissen zwischen 2001 und 2006, Streichung aus der Denkmalliste vor 2010 |          |
| Direkt Bild zu diesem Denkmal hochladen | Mietshaus und Vorgarten | Hainstraße 115 (Karte)                   |           | Abgerissen zwischen 2001 und 2006, Streichung aus der Denkmalliste vor 2010 |          |
| Direkt Bild zu diesem Denkmal hochladen | Mietshaus und Vorgarten | Hainstraße 119 (Karte)                   |           | Abgerissen zwischen 2001 und 2006, Streichung aus der Denkmalliste vor 2010 |          |
| Direkt Bild zu diesem Denkmal hochladen | Mietshaus und Vorgarten | Hainstraße 123 (Karte)                   |           | Abgerissen zwischen 2001 und 2006, Streichung aus der Denkmalliste vor 2010 |          |
| Direkt Bild zu diesem Denkmal hochladen | Mietshaus und Vorgarten | Hainstraße 134 (Karte)                   |           | Abgerissen zwischen 2006 und 2009, Streichung aus der Denkmalliste vor 2010 |          |
|                                         | Straßenbahnhof mit Schienenresten und Pflasterung vor den Straßenbahnhallen und Wohnhaus für Straßenbahnangestellte mit Garten | Heinrich-Schütz-Straße 9, 11, 13 (Karte) | 1927      | Bemerkenswerte Gesamtanlage, historisch bedeutsam als kommunale Verkehrseinrichtung, mehrere gut erhaltene Hallenkonstruktionen, durch Wohnhaus städtebauliche Verankerung in dem Wohngebiet. Wohnhaus Heinrich-Schütz-Straße 9–11 mittlerweile im Rahmen des Stadionneubaus abgerissen. Der Rückbau der Heinrich-Schütz-Straße 13 (ehemaliges Bahndepot) erfolgte größtenteils Anfang 2014. | 09203194 |
|                                         | Kaserne | Heinrich-Schütz-Straße 101, 103 (Karte)  | Um 1905   | Mannschaftswohnhäuser ehemalige Kaserne 3. Ulanenregiment Nr. 21 „Kaiser Wilhelm König von Preußen“. Anfang 2012 für den Neubau der Körperbehindertenschule abgerissen. |          |
| Direkt Bild zu diesem Denkmal hochladen | Mietshaus und Vorgarten | Hofer Straße 51 (Karte)                  | 1904      | Abgerissen zwischen 2001 und 2006, Streichung aus der Denkmalliste vor 2010 |          |
| Direkt Bild zu diesem Denkmal hochladen | Mietshaus und Vorgarten | Hofer Straße 53 (Karte)                  | 1903      | Abgerissen zwischen 2001 und 2006, Streichung aus der Denkmalliste vor 2010 |          |
| Direkt Bild zu diesem Denkmal hochladen | Wohnanlage mit Gartenanlage (Siedlung „Humboldthöhe“)                                                                          | Humboldtstraße 61 bis 83 (Karte)         | Um 1930   | Abgerissen zwischen 2001 und 2006, Streichung aus der Denkmalliste vor 2010 |          |

## Tabellenlegende
- Bild: Bild des Kulturdenkmals, ggf. zusätzlich mit einem Link zu weiteren Fotos des Kulturdenkmals im Medienarchiv Wikimedia Commons. Wenn man auf das Kamerasymbol klickt, können Fotos zu Kulturdenkmalen aus dieser Liste hochgeladen werden:
- Bezeichnung: Denkmalgeschützte Objekte und ggf. Bauwerksname des Kulturdenkmals
- Lage: Straßenname und Hausnummer oder Flurstücknummer des Kulturdenkmals. Die Grundsortierung der Liste erfolgt nach dieser Adresse. Der Link (Karte) führt zu verschiedenen Kartendiensten mit der Position des Kulturdenkmals. Fehlt dieser Link, wurden die Koordinaten noch nicht eingetragen. Sind diese bekannt, können sie über ein Tool mit einer Kartenansicht einfach nachgetragen werden. In dieser Kartenansicht sind Kulturdenkmale ohne Koordinaten mit einem roten bzw. orangen Marker dargestellt und können durch Verschieben auf die richtige Position in der Karte mit Koordinaten versehen werden. Kulturdenkmale ohne Bild sind an einem blauen bzw. roten Marker erkennbar.
- Datierung: Baubeginn, Fertigstellung, Datum der Erstnennung oder grobe zeitliche Einordnung entsprechend des Eintrags in der sächsischen Denkmaldatenbank
- Beschreibung: Kurzcharakteristik des Kulturdenkmals entsprechend des Eintrags in der sächsischen Denkmaldatenbank, ggf. ergänzt durch die dort nur selten veröffentlichten Erfassungstexte oder zusätzliche Informationen
- ID: Vom Landesamt für Denkmalpflege Sachsen vergebene, das Kulturdenkmal eindeutig identifizierende Objekt-Nummer. Der Link führt zum PDF-Denkmaldokument des Landesamtes für Denkmalpflege Sachsen. Bei ehemaligen Kulturdenkmalen können die Objektnummern unbekannt sein und deshalb fehlen bzw. die Links von aus der Datenbank entfernten Objektnummern ins Leere führen. Ein ggf. vorhandenes Icon  führt zu den Angaben des Kulturdenkmals bei Wikidata.